# 三浦圭一
三浦 圭一（みうら けいいち、1929年4月21日 - 1988年8月1日）は、日本の歴史学者。専門は日本中世史。

## 経歴
愛媛県生まれ。1953年、愛媛大学文理学部文学科を卒業。1960年、京都大学大学院文学研究科（国史学専攻）を修了。愛泉女子短期大学講師、四天王寺女子大学文学部助教授などを経て、1970年、立命館大学助教授、1971年、同大学教授。
1985年、「中世民衆生活史の研究」により、京都大学から文学博士の学位を授与される。
『和泉市史』、『堺市史』、『新修大阪市史』などの自治体史の編さんや史料集編さんに尽力した。

## 主要著作
- 三浦圭一『中世民衆生活史の研究』思文閣出版〈思文閣史学叢書〉、1981年。
- 三浦圭一『日本中世賤民史の研究』部落問題研究所出版部、1990年。
- 三浦圭一『日本中世の地域と社会』思文閣出版、1993年。